# Aristagora
Aristagora (grč. Αρισταγόρας ο Μιλήσιος), tiranin Mileta u Joniji na prijelazu iz 6. u 5. stoljeće pr. Kr.

## Životopis
Rođen je kao sin Molpagore (zet Histieja) koga su Perzijanci postavili za vladara Mileta. Aristagora je dobio nadzor nad gradom nakon što je Histiej imenovan savjetnikom perzijskog vladara Darija Velikog. Kada se Naksos pobunio 502. pr. Kr. perzijski je garnizon pozvao Aristagoru u pomoć, a on je pristao pod pretpostavkom da će gušenjem ustanka zavladati otokom. Sklopio je savez s Artafernom, perzijskim satrapom Lidije, te dobio flotu. Međutim, prije same invazije, Aristagora se posvađao s admiralom Megabatom, koji je planove izdao Naksijancima. 
Invazija otoka je propala, a s njome i savez s Artafernom. Zato se Aristagora odlučio spasiti od perzijskog bijesa tako što je 499. pr. Kr. podigao ustanak protiv perzijske vlasti. Njegov prijedlog podržala je gradska aristokracija, s izuzetkom povjesničara Hekateja.
Aristagora je nakon toga otputovao u Grčku kako bi od tamošnjih polisa dobio podršku u borbi protiv Perzijanaca. Prvo je došao u Spartu gdje je kralja Kleomena I. pokušao nagovoriti da iznenadnim prepadom osvoji Perzijsko Carstvo. Na pitanje koliko je Suza (jedna od perzijskih prijestolnica) udaljena od egejske obale, Aristagora je odgovorio „samo tri mjeseca putovanja”. Spartanski kralj je na to odlučio ne sudjelovati u ustanku. Aristagora je više sreće imao u Ateni gdje je, kako veli Herodot, bilo u uspjeh lakše uvjeriti „rulju do 1000 ljudi u skupštini nego jednog kralja”.
Uz atensku pomoć Aristagora je vodio napad na Sard, glavni grad perzijske satrapije Lidije. Međutim, usprkos početnih uspjeha, Perzijanci su na kraju uspjeli ugušiti ustanak. Aristagora je pobjegao u Trakiju gdje je pokušao osnovati koloniju na rijeci Strumi kraj atenskog Amfipolisa, no ubijen je u okršaju s Tračanima.

## Poveznice
- Milet
- Jonski ustanak